# Xylopia tomentosa
Xylopia tomentosa Exell – gatunek rośliny z rodziny flaszowcowatych (Annonaceae Juss.). Występuje naturalnie w południowej części Demokratycznej Republiki Konga, w Zambii, Angoli oraz północnej części Namibii. 

## Morfologia
PokrójZimozielone krzew dorastające do 0,5–4 m wysokości. Korona jest silnie rozgałęziona. Młode pędy są owłosione.
LiścieMają kształt od podłużnie owalnego lub prawie okrągłego do lancetowatego lub eliptycznego. Mierzą 2,5–6 cm długości oraz 1,5–3,5 szerokości. Są prawie skórzaste, owłosione od spodu. Nasada liścia jest klinowa lub prawie ucięta. Wierzchołek jest tępy. Ogonek liściowy jest owłosiony i dorasta do 2–7 mm długości.
KwiatySą pojedyncze lub zebrane po 2–10 w gronach. Rozwijają się w kątach pędów, między dwoma trwałymi podsadkami. Działki kielicha są owłosione, mają owalnie trójkątny kształt i dorastają do 2–3 mm długości. Płatki są białozielonkawe lub żółte. Mają kształt od liniowego do lancetowato trójkątnego i dorastają do 5–13 mm długości. Są owłosione, prawie takie same. Słupków jest do 5 do 11. Są owłosione i mierzą 3 mm długości.
OwocePojedyncze lub złożone z 2–7 owłosionych rozłupni. Mają zielonożółtawą barwę i kształt od odwrotnie jajowatego do cylindrycznego. Osiągają 1,5–2 cm długości oraz 0,5–1 cm średnicy.

## Biologia i ekologia
Rośnie na otwartych przestrzeniach w suchych lasach, na piaszczystym podłożu. Występuje na wysokości od 1000 do 1700 m n.p.m.